# The Other self
「The Other self」（ジ・アザー・セルフ）は、GRANRODEOの楽曲。同グループ20枚目のシングルとして2013年10月16日にLantisから発売された。

## 概要
前作「偏愛の輪舞曲」から半年ぶりのリリースとなるシングル。本曲は、黒子のバスケ第2期オープニングテーマに起用された。黒子のバスケとのタイアップは1期に引き続き3度目となる。
今作は前作までとは異なり初回限定盤、通常盤、アニメ盤の3種形態でのリリースとなり、アニメ盤が今作で初めてリリースされた。

## チャート成績
週間オリコンチャートで10位を獲得。2作連続でTOP10入りを果たした。初動売上数は1.6万枚で前回より0.3万枚上昇した。デイリーチャートでは10月20日付のチャートで2位を獲得した。デイリーチャートで2位を獲得したのは、前作「偏愛の輪舞曲」以来2作連続である。10月25日放送のミュージックステーションCDシングルランキングTOP10で9位を獲得。ミュージックステーションでのランクインは初めてあるが、10月18日の放送ではランクインしなかった。アニメソングがミュージックステーションのランキングにランクアップで登場するのは極めて異例なことである。

## 収録曲
（全作詞：谷山紀章、全作曲・編曲：飯塚昌明）
1. The Other self [4:43]
TVアニメ「黒子のバスケ」第2期OPテーマ。
2. baby bad boy [4:17]
PS3用ゲーム「スーパーロボット大戦OG INFINITE BATTLE」OPテーマ。なお、この曲はアニメ盤には収録されていない。
3. DAWN GATE "Unfinshed" [5:15]
4. The Other self (Instrumentl) [4:43]
5. baby bad boy (Instrumental) [4:17]
6. DAWN GATE Unfinshed (Instrumental) [5:15]

## カバー
The Other self
- BREAKERZ - 2020年8月19日発売の『GRANRODEO Tribute Album "RODEO FREAK"』に収録。